# Anelaphus crispulum
Anelaphus crispulum är en skalbaggsart som först beskrevs av Fisher 1947.  Anelaphus crispulum ingår i släktet Anelaphus och familjen långhorningar. Inga underarter finns listade i Catalogue of Life.